# Ferhat Abbas
Ferhat Abbas (Tahert, 24 de agosto de 1899-Argel, 24 de diciembre de 1985), fue un político argelino, líder nacionalista y miembro del Frente de Liberación Nacional durante la guerra de independencia de Argelia. Fue el primer presidente del gobierno provisional de la República de Argelia (1958-1961), y fue elegido después de la independencia del país, presidente de la Asamblea Nacional constituyente, volviéndose así en el primer presidente de la República Argelina Democrática y Popular.

## Biografía

### Infancia y educación
Nació en la ciudad de Ouajdana, 10 kilómetros al sur de Tahert (en la actual wilaya de Jijel), en una familia campesina con 12 hijos. Hijo de un caíd, su padre era Saïd Ben Ahmed Abbas y su madre Maga bint Ali. Su familia, originaria de la wilaya de Mila, debió dejar la región tras el fracaso de la revuelta llevada a cabo en 1871 por Mohamed El Mokrani. Su abuelo fue entonces expulsado de sus tierras por las autoridades francesas y devuelto a la condición de felah. Condenado a ser obrero-agricultor, desciende de Hauts-plateaux para llegar a la costa.
Ingresado a la escuela a los diez años de edad, Ferhat Abbas hace sus estudios primarios en Jijel, y, buen alumno, es enviado en 1914 a hacer sus estudios secundarios en Philippeville (actual Skikda). De 1921 a 1924, hace el servicio militar y ya comienza a escribir artículos para diferentes diarios bajo el seudónimo de Kamel Abencejares. Estudiante de Farmacia en la Facultad de Argel entre 1924 y 1933, se transforma en promotor de la Hermandad de estudiantes musulmanes de África del Norte, de la que es Vicepresidente en 1926-1927, luego presidente en 1927-1931, fecha en la que transforma la Hermandad en Asociación. Es también elegido vicepresidente de la Unión Nacional de Estudiantes de Francia (UNEF) en ocasión del Congreso de Argel de 1930.

### Lucha contra la ideología colonial
Ferhat Abbas era en un principio favorable a la política de asimilación con mantenimiento del estatuto personal; milita activamente en el Movimiento de la Juventud Argelina, que reclama la igualdad de derechos en el marco de la soberanía francesa.
En 1931, publica el libro "El joven argelino", reagrupando sobre todo sus artículos escritos en los años 20, y cuya tesis se relaciona con la lucha contra la colonización para asegurar la alianza entre los franceses y los musulmanes, denuncia particularmente los 100 años de la colonización francesa, haciendo cuestión igualmente de la "argelinidad", -objeto de codicia de los colonos-, del Estado argelino y del Islam: "Estamos en nuestra casa. No podemos ir a otra parte. Esta es la tierra que ha alimentado a nuestros ancestros, es esta tierra la que alimentará a nuestros hijos. Libres o esclavos, ella nos pertenece, nosotros le pertenecemos y ella no querrá dejarnos perecer. Argelia no puede vivir sin nosotros. Nosotros no podemos vivir sin ella. Quien sueña en nuestro futuro como en el de los pieles rojas de Norteamérica se engaña. Son los arabo-bereberes quienes fijaron, hace catorce siglos, el destino de Argelia. Ese destino no podrá mañana cumplirse sin ellos"
Diplomado como doctor en farmacia en 1933, se establece en Setif, donde se convierte rápidamente en una importante figura política, siendo designado consejero general en 1934, consejero municipal en 1935 y después delegado financiero. Adhiere a la "Federación de elegidos por los musulmanes del departamento de Constantine" en tanto que periodista en el seno de su órgano de prensa, el semanario "La entente franco-musulmana" (comúnmente llamada "la entente") y se hace notar prontamente por su presidente, el doctor Bendjelloul, que lo promueve en 1937 al cargo de redactor en jefe del periódico. Más radical en su combate y sus reivindicaciones, denunciando particularmente el "código del indigenato", funda su propio partido en 1938, la Unión Popular Argelina. La Entente se transforma por entonces en una verdadera tribuna política para Ferhat Abbas.

### Hacia la causa nacionalista
Enrolado como voluntario en el Ejército francés en 1939, decepcionado por el régimen de Philippe Petain, la Segunda Guerra Mundial puso fin a sus esperanzas de "igualdad en el marco de una soberanía francesa" al darle el convencimiento de que el colonialismo era "una empresa racial de dominación y explotación" en la que incluso las élites republicanas francesas más esclarecidas estaban completamente implicadas.
Tras el desembarco aliado en África del Norte de noviembre de 1942, Ferhat Abbas aprovecha la nueva atención que presta el gobierno provisorio de Francia a los argelinos, y publica, el 10 de febrero de 1943, un manifiesto demandando un nuevo estatuto para Argelia: el "Manifiesto del pueblo argelino", seguido de un agregado en mayo, un "Proyecto de reformas que continúa el Manifiesto del pueblo argelino" que aludía en particular a una nación argelina. El proyecto es entonces sometido a la "Comisión de las reformas económicas y sociales musulmanas" que acababa de ser creado por el gobernador general Peyrouton. Pero su sucesor, el general Georges Catroux, bloquea el proyecto y rechaza las iniciativas tomadas por Ferhat Abbas que es, entre septiembre y diciembre, colocado bajo arresto domiciliario en In Salah por el general Charles De Gaulle.
El 14 de marzo de 1944 crea la Asociación de Amigos del Manifiesto de la Libertad (AML) sustentada por el cheikh Brahimi de la Asociación de los Ulemas y Messali Hadj. En septiembre del mismo año, crea el semanario Igualdad (que tenía por subtítulo "Igualdad de los hombres-Igualdad de las razas-Igualdad de los pueblos"). Al día siguiente de los motines de Sétif de mayo de 1945, de los que es considerado como responsable, es arrestado y la AML es disuelta. Liberado en 1946, Ferhat Abbas funda la Unión democrática del manifiesto argelino (UDMA). En junio, el partido obtiene 11 de los 13 puestos del segundo colegio electoral en la segunda Asamblea Constituyente y Abbas es elegido diputado de Sétif.

### Combate independentista
Tras el rechazo, en dos oportunidades, de su proyecto sobre el estatuto de Argelia, renuncia a la Asamblea en 1947. Endurece entonces sus posiciones, mientras el semanario “La Igualdad” se convierte, en febrero de 1948, en “Igualdad-República Argelina” y después solo “República Argelina” en junio del mismo año. Al tiempo que anuncia desde sus páginas, a partir de 1953, una ruptura inminente y definitiva, el Frente de Liberación Nacional (FLN) lanza el 1 de noviembre de 1954 las primeras acciones armadas y marca el comienzo de la “Revolución Argelina”. 
Se une, al principio secretamente, en mayo de 1955, al FLN, tras varios encuentros con Abane Ramdane y Amar Ouamrane, y después anuncia públicamente su alineamiento y la disolución oficial de la UDMA, en una conferencia de prensa en El Cairo el 25 de abril de 1956. Desde el 20 de agosto, en ocasión del congreso de Soummam, se transforma en miembro titular del CNRA (Consejo Nacional de la Revolución argelina), y luego, en 1957 entra al CCE (Comité de coordinación y ejecución). Abbas pasa a ser a continuación presidente del primer Gobierno provisional de la República argelina (GPRA) con su creación el 19 de septiembre de 1958, y después del segundo GPRA, elegido por el CNRA en enero de 1960. En agosto de 1961, considerado como no lo suficientemente firme frente al gobierno francés, es separado del gobierno provisional y reemplazado por Benyoucef Benkhedda.

### Presidencia de Argelia (1962-1963)
Luego de la independencia del Estado argelino, en oportunidad de la “crisis del verano de 1962”, que opone al GPRA de Ben Khedda y el buró político del FLN, Abbas reúne el 16 de julio a los partidarios de Ahmed Ben Bella, aún desaprobando el principio de partido único recogido por el programa del congreso de Trípoli. Sucede a Abderrahmane Farès, presidente del Ejecutivo provisorio, y se convierte en presidente, elegido por 155 votos contra 36 en blanco o anulados, de la primera Asamblea Nacional Constituyente (ANC) instalada el 20 de septiembre. El 25 de septiembre de ese año, 1962, proclama el nacimiento de la República Argelina Democrática y Popular, siendo designado como Presidente del Gobierno Provisional.
D sus funciones el 15 de septiembre de 1963, debido a conflictos en el seno del FLN y a su profundo desacuerdo con la política de “sovietización” de Argelia llevada adelante por Ben Bella, denunciando “su aventurerismo y su izquierdismo desenfrenado”. Ben Bella lo excluyó del FLN y lo encarceló en Adrar, en el Sahara, el mismo año.

### Vida posterior y fallecimiento
Fue liberado en mayo de 1965, en vísperas del putsch del 19 de junio, llevado a cabo por Houari Boumedienne. Retirado de la vida política, pero siempre militante y ferviente demócrata, redacta con Benyoucef Benkhedda, Hocine Lahouel, exsecretario general del PPA-MTLD, y Mohamed Kheireddine, exmiembro del CNRA, en marzo de 1976, un “Llamado al pueblo argelino”, reclamando urgentes medidas de democratización y denunciando “el poder personal” y la Carta Nacional elaborada por Boumedienne. Es entonces una vez más puesto bajo arresto domiciliario, hasta el 13 de junio de 1978. En 1980, publica sus memorias en “Autopsia de una guerra” y después, en 1984, en “La independencia confiscada”, virulenta denuncia de la corrupción y la burocracia que reinaban entonces en Argelia, engendradas por los regímenes sucesivos de Ben Bella y Boumedienne. Es condecorado por parte del presidente entonces en ejercicio, Chadli Bendjedid, el 30 de octubre de 1984, con la medalla del resistente en su casa del barrio de Kouba. Ferhat Abbas muere por causas naturales en Argel el 24 de diciembre de 1985. Fue enterrado en el Cuadrado de los mártires del cementerio El Alia de Argel.

## Obras
Los artículos escritos en su juventud se recopilaron en la Le Jeune Algérien: de la colonie vers la provincia (La joven Argela: de la colonia a la provincia) (1931). Sus ideas sobre la democracia y puntos de vista sobre la historia se expusieron en una serie de ensayos que incluyen La nuit coloniale (La noche colonial) (1962), Autopsie d'une guerre (Autopsia de una guerra) (1980) y L'indépendance confisquée (La independencia confiscada) (1984).
| Predecesor: Ninguno            | Presidente de Argelia 1958-1961 | Sucesor: Benyoucef Benkhedda |
| Predecesor: Abderrahmane Farès | Presidente de Argelia 1962-1963 | Sucesor: Ahmed Ben Bella     |